# Stenocallimerus prasinatus
Stenocallimerus prasinatus là một loài bọ cánh cứng trong họ Cleridae. Loài này được Lewis miêu tả khoa học năm 1896.